# 夏洛滕堡门

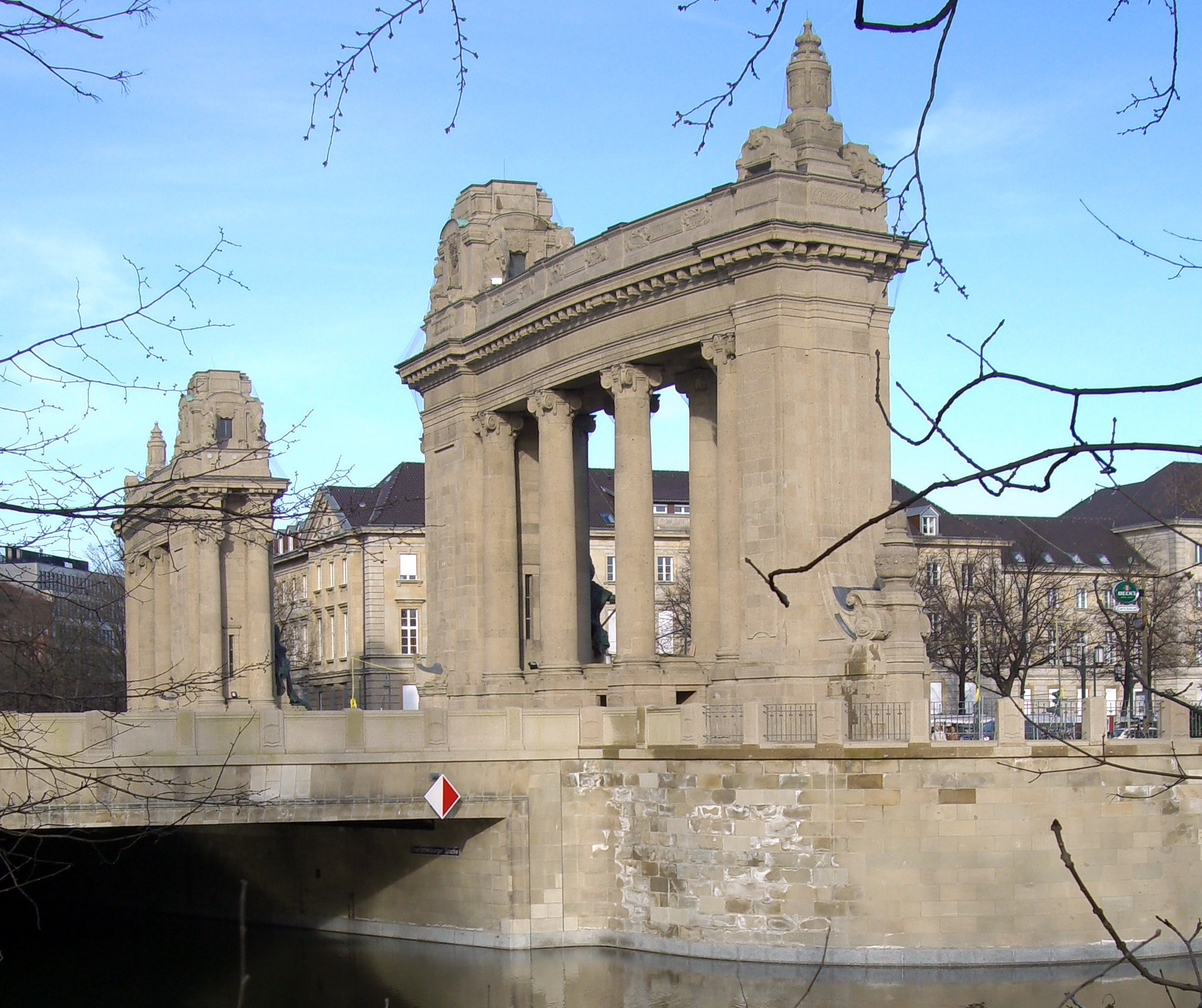
夏洛滕堡门及夏洛滕堡桥

52°30′48″N 13°19′53″E / 52.51333°N 13.33139°E
夏洛滕堡门（德語：Charlottenburger Tor），位于德国柏林市夏洛滕堡-维尔默斯多夫区，建筑风格为新巴洛克式。1907年，在当时的夏洛滕堡独立市授意下，建造了夏洛滕堡门，作为勃兰登堡门的姊妹建筑。